# Illyrien
Illyrien (altgriechisch Ἰλλυρίς Illyrís, lateinisch Illyricum) ist eine Bezeichnung für eine Region im Westen der Balkanhalbinsel. Sie ist von der antiken Landschaft Illyrien und vom Volk der Illyrer abgeleitet, die hier in der Antike siedelten.

## Antike

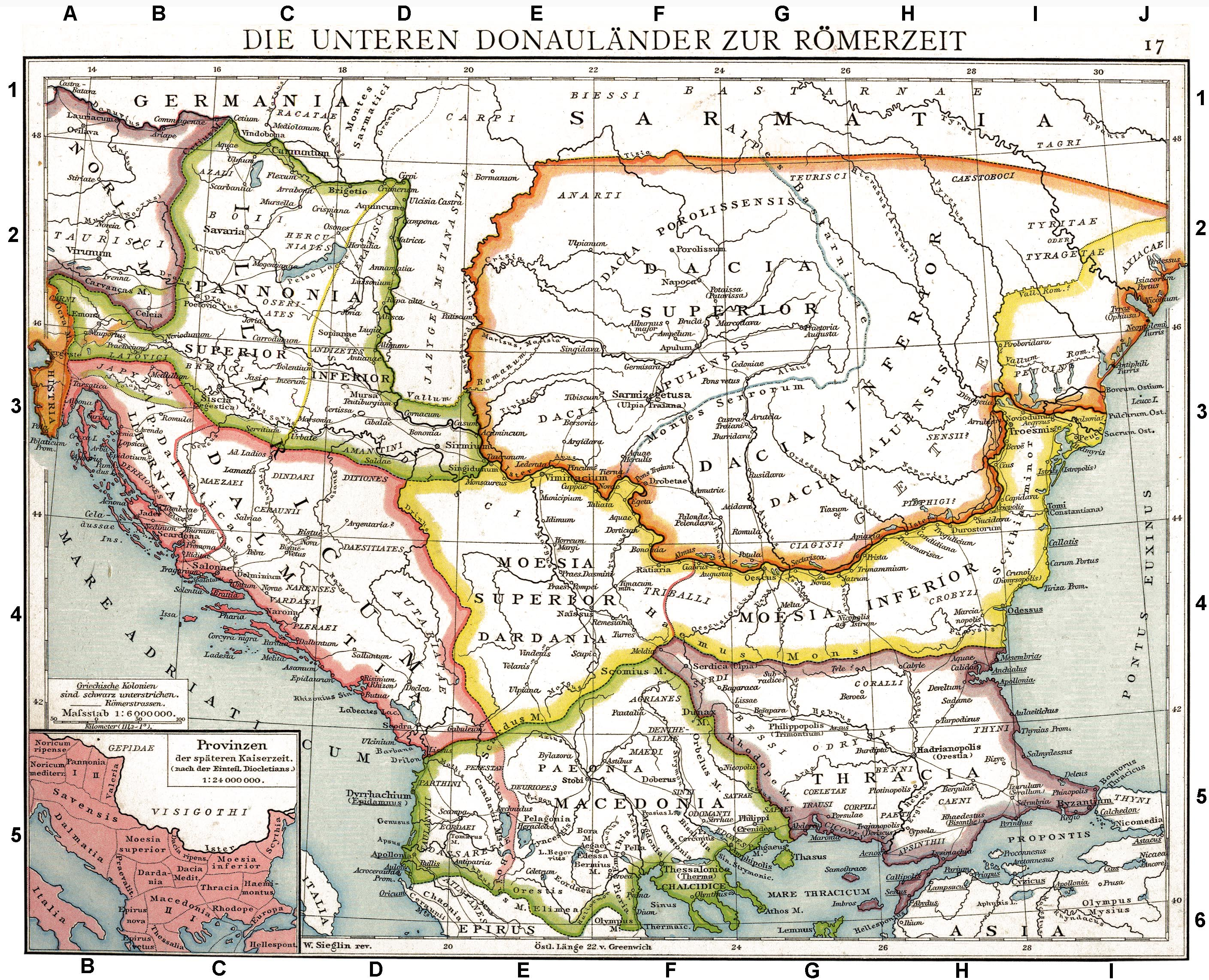
Provinzen des Römischen Reichs in der späten Kaiserzeit

Laut Herodot erstreckte sich das Land der Illyrer im 5. Jahrhundert v. Chr. von der adriatischen Küste bis zur Morava im Osten und bis zur Etsch im Westen.
In der Antike bestanden Beziehungen zwischen den illyrischen Stämmen und den Griechen, Demosthenes warb 342 v. Chr. unter den Illyrern um Feinde gegen Makedonien. In der zweiten Hälfte des 3. Jahrhunderts v. Chr. bildeten die illyrischen Labeaten unter der Königin Teuta ein Reich mit Sitz in Scodra (heute Shkodra). Nach den Kriegen zwischen den Illyrern und Rom im späten 3. Jahrhundert v. Chr. wurde dieses Königreich auf seine nördliche Hälfte beschränkt.

### Illyricum
Nach weiteren langen Kämpfen geriet das Reich der Illyrer völlig unter die Herrschaft des Römischen Reichs und wurde fortan lateinisch Illyricum genannt. Seit Sulla war es mit der Provinz Macedonia vereinigt, erst unter Gaius Iulius Caesar wurde es zu einer eigenständigen Provinz. Ein großer Aufstand der Illyrer zwischen den Jahren 6 und 9 n. Chr. konnte von den Römern nur mühsam niedergeschlagen werden.
Als die Römer das Gebiet der pannonischen Stämme eroberten, nannten sie es Illyricum inferius, das spätere Dalmatien hingegen trug den Namen Illyricum superius. In der Spätantike, nach der Reichsreform des Diokletian, wurde das Illyricum in sieben Provinzen geteilt: beide Noricum, beide Pannonia, Valeria, Savia, Dalmatia und Dacia (die Dioecesis Illyrici occidentale). Später wurde das Illyricum von einem praefectus praetorio verwaltet, die Präfektur umfasste die Provinzen Moesia superior, beide Dacia, Dardania, Macedonia, Thessalia, Achaea, beide Epirus, Praevalitana und Kreta.
Zwischen dem 3. und 6. Jahrhundert lieferte Illyricum nicht nur viele Rekruten für die römische Armee, sondern ihm entstammte auch eine Reihe von Kaisern, darunter Diokletian und Justinian. Nach der Reichsteilung von 395 zählten viele illyrische Gebiete zum Oströmischen Reich, wobei es wiederholt zu Streitigkeiten mit Westrom kam, das seine Ansprüche auf das ganze Illyricum erst 437 aufgab. Latein blieb die Verkehrssprache, und große Teile der Region unterstanden kirchenrechtlich dem Bischof von Rom. Die Collectio Thessalonicensis aus dem Jahr 531 enthält päpstliche und kaiserliche Schreiben zur illyrischen Kirchenverfassung. Das nördliche Illyricum war Anfang des 6. Jahrhunderts von ostgotischen Gruppen besiedelt, ab etwa 580 ließen sich dann über die gesamte Region Slawen nieder.

## Neuzeit
Ab der Renaissance kam die Bezeichnung Illyricum, gemäß der latinisierenden Zeitmode, wieder in Gebrauch. Die Begriffe Illyrer und illyrisch wurden dabei oft mit den Südslawen beziehungsweise den südslawischen Sprachen gleichgesetzt.

### Dreieiniges Königreich Dalmatien, Kroatien und Slawonien des Habsburgerreiches 1745–1777
Von 1767 bis 1777, unter Maria Theresia, wurden das Königreich Kroatien, das Königreich Slawonien und das Königreich Dalmatien zusammenfassend auch Königreich Illyrien genannt – sie waren schon 1745 als das Dreieinige Königreich Dalmatien, Kroatien und Slawonien installiert worden. Dalmatien war in den Türkenkriegen bei der Ungarischen Krone verblieben, die beiden anderen Königreiche wurden im 16. Jahrhundert osmanisch, und kamen zu Beginn des 18. Jahrhunderts wieder zum Habsburgerreich. Nach 1777 sprach man wieder von getrennten Königreichen. Es wurde von einer illyrischen Hofdeputation in Wien regiert.

### Illyrische Provinzen
Während der Napoleonischen Kriege wurde die Bezeichnung Illyricum gemäß der klassizistischen Zeitmode auch für administrative Zwecke verwendet. Die im Frieden von Schönbrunn 1809 abgetrennten Teile Österreichs wurden von Frankreich als „Illyrische Provinzen“ (mit Hauptstadt Laibach) organisiert. Es bestand aus den Départements Carinthie (Osttirol und der Westteil Kärntens – Unterkärnten blieb bei Österreich), Carniole (Krain), Istrie (das Küstenland), Croatie Civile („Zivilkroatien“) und Croatie Militaire („Militärkroatien“), Dalmatie (Dalmatien), Raguse (Ragusa).

### Königreich Illyrien 1814–1849

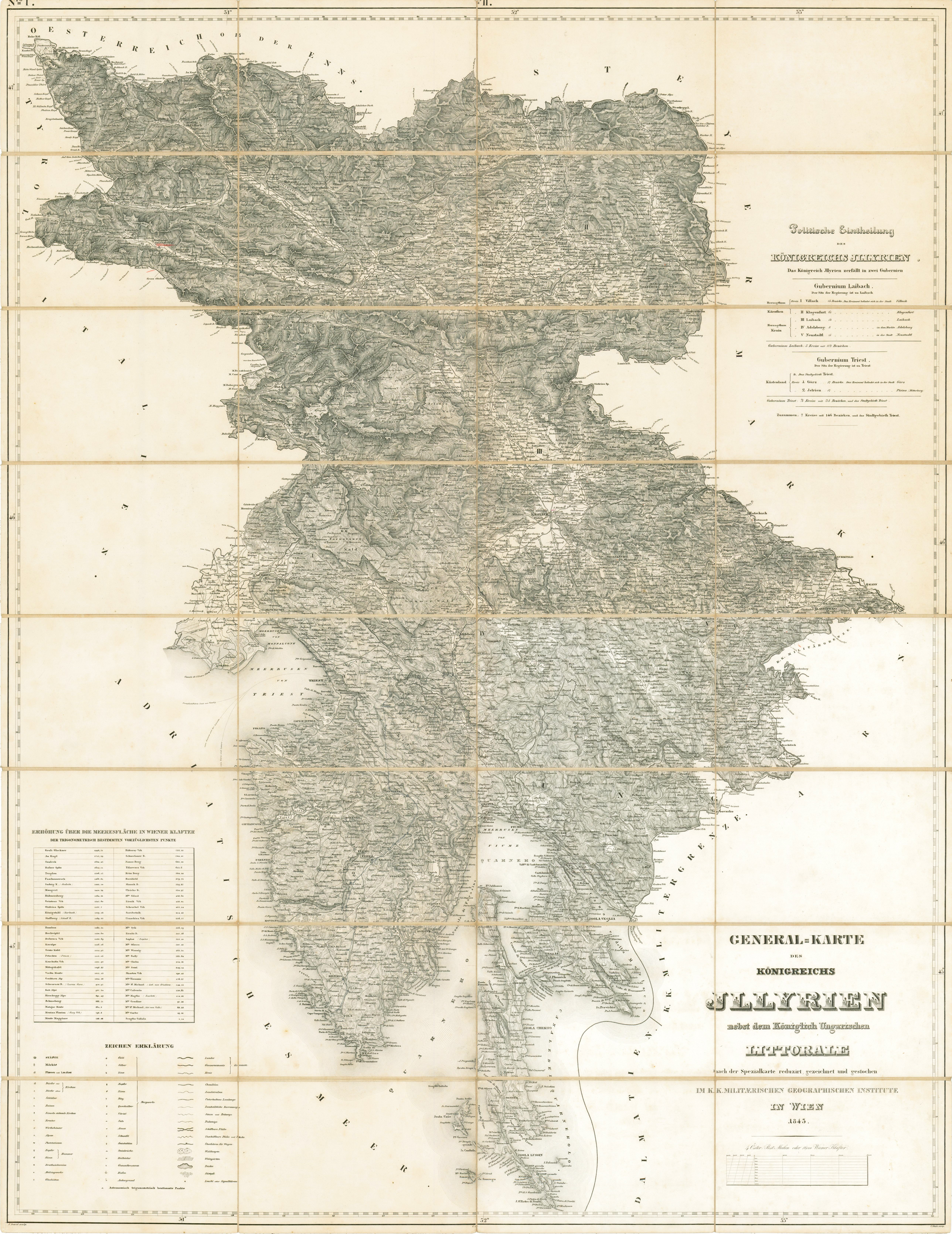
Das Königreich Illyrien in der Donaumonarchie (1843)

Wappen des Königreichs Illyrien (Hugo Ströhl)

Nach der Rückgabe dieser Provinzen an Österreich 1814 organisierte der Wiener Hof dieses Gebiet als Königreich Illyrien in den zwei Gubernien Laibach (mit Krain sowie Kärnten) und Triest (mit Görz und Gradisca sowie Istrien) mit etwas anderer Abgrenzung: Nachdem das westliche Kroatien mit Karlstadt und Fiume 1822 „mit der ungarischen Krone wiedervereinigt“ worden war, wurde Unterkärnten (1825) dazugenommen. Dalmatien war schon seit 1814 – ebenso formell als Königreich – ein österreichisches Gubernium. 1849, nach der Revolution und den anschließenden Staatsreformen, wurde dieses Königreich aufgelöst. Auf dessen Gebiet gab es zwischen 1849 und 1918 die Kronländer Kärnten, Krain und Österreichisches Küstenland.
Das illyrische Königtum wurde aber (förmlich) bis 1918 im Titel des Kaisers von Österreich geführt.

## Gegenwart
Am 5. April 1992 proklamierten Vertreter der albanischen Minderheit Mazedoniens in Struga und fünf weiteren Orten am Ohridsee eine kurzlebige Albanische Autonome Republik Illyria (Ilirida). Dem war am 11. und 12. Januar 1992 eine Abstimmung vorausgegangen, bei der sich 99 Prozent der Befragten bei einer angegebenen Abstimmungsbeteiligung von 92 Prozent für die territoriale und politische Autonomie ausgesprochen haben sollen.